# St. Charles (Minnesota)
St. Charles – miasto w Stanach Zjednoczonych, w stanie Minnesota, w hrabstwie Winona.